# اتحاد أمريكا الجنوبية لكمال الأجسام واللياقة البدنية
| منظمة كمال أجسام                                     | منظمة كمال أجسام                                     | منظمة كمال أجسام |
| ---------------------------------------------------- | ---------------------------------------------------- | ---------------- |
| اتحاد أمريكا الجنوبية لكمال الأجسام واللياقة البدنية |                                                      |                  |
| معلومات عامة                                         |                                                      |                  |
| الاسم المختصر                                        | CSFF                                                 |                  |
| تأسيس                                                | 2006، كورتيبا، البرازيل                              |                  |
| بيانات تفصيلية                                       |                                                      |                  |
| المنظمة الأم                                         | الاتحاد الدولي لكمال الأجسام واللياقة البدنية (IFBB) |                  |
| الاتحادات الأعضاء                                    | 11                                                   |                  |
| الرئيس                                               | خوان فيرناندو باريديس                                |                  |
| المقر                                                | كيتو، الإكوادور                                      |                  |
| المنافسات                                            |                                                      |                  |
| المنافسات                                            | بطولة أميركا الجنوبية بكمال الأجسام للهواة           |                  |

اتحاد أمريكا الجنوبية لكمال الأجسام واللياقة البدنية اتحاد رياضي إقليمي يشرف على رياضة كمال الأجسام في أمريكا الجنوبية وهو عضو في الاتحاد الدولي لكمال الأجسام واللياقة البدنية (IFBB).
تأسس في البرازيل سنة 2006م.

## رؤساؤه
- خوان فيرناندو باريديس

## وصلات خارجية
- الموقع الرسمي ل اتحاد أمريكا الجنوبية لكمال الأجسام واللياقة البدنية.
- الاتحاد الدولي لكمال الأجسام واللياقة البدنية.